# Бортніков Валерій Іванович
Бортніков Валерій Іванович (нар. 19 січня 1951 року) — український політолог, кандидат історичних наук, доктор політичних наук наук, професор. 

## Життєпис
Народився 1951 р. 
1968 - закінчив середню школу в м. Єрмак, Павлодарської області, Республіка Казахстан. 
1970-1972 - навчався в училищі цивільної авіації (м. Кірсанов, Тамбовської обл.). 
1972-1974 - служба в радянській армії.
1974-1979 - закінчив Московський державний університет імені М. В. Ломоносова за спеціальністю «Історія» з присвоєнням кваліфікації «Історик. Викладач». 
1979-1983 - закінчив аспірантуру в Московському державному університеті імені М. В. Ломоносова, захистив кандидатську дисертацію.
| Текст вилучений зі статті через підозру в порушенні авторських прав |
| --- |
| Текст, що раніше перебував на цій сторінці, запідозрено в порушенні авторських прав на текст із таких джерел: https://esu.com.ua/article-878599 Дата, коли було знайдено порушення: 4 серпня 2025. Тому, хто повісив цей шаблон: На сторінку обговорення користувача, який розмістив цю статтю, варто додати повідомлення {{subst:nothanks cv\|Бортніков Валерій Іванович\|url=https://esu.com.ua/article-878599. |
| До уваги користувача, який розмістив цю статтю Не редагуйте статтю зараз, навіть якщо ви збираєтеся її переписати. Дотримуйтесь вказівок нижче. - Якщо власник авторських прав на зазначений вище матеріал дозволяє використовувати його на умовах GNU FDL без незмінюваних секцій та Creative Commons із зазначенням автора / розповсюдження на тих самих умовах, будь ласка, сповістіть про це на сторінці обговорення цієї статті. - Якщо правовласником є ви, додайте на зазначеному вище ресурсі примітку: «Матеріали дозволено використовувати на умовах GNU FDL без незмінюваних секцій та Creative Commons із зазначенням автора / розповсюдження на тих самих умовах». - Якщо дозволу на використання цього матеріалу немає, будь ласка, зробіть одне з двох: 1. Напишіть хоча б гарний накид статті на цій підсторінці. Зверніть увагу: не треба копіювати текст, що порушує авторські права, на зазначену підсторінку й редагувати його. Якщо ви взялися за написання нової статті, не забудьте сповістити про це на сторінці обговорення. 2. Залиште все як є, і тоді статтю буде вилучено. У випадку, якщо новий текст написано не буде, цю статтю буде вилучено через тиждень після появи цього попередження (детальніше див. документацію шаблону). Вихідний текст цієї статті з можливим порушенням копірайту можна знайти в історії змін. Зверніть увагу, що розміщення у Вікіпедії матеріалів, автор яких не надав явного дозволу на їхнє використання відповідно до ліцензії GNU FDL без незмінюваних секцій та Creative Commons із зазначенням автора / розповсюдження на тих самих умовах, може бути порушенням законів про авторське право. Користувачів, які додають до Вікіпедії такі матеріали, може бути тимчасово позбавлено права редагувати статті. Попри все, ми завжди раді вашим оригінальним статтям. Дякуємо. Цю сторінку внесено до категорії Вікіпедія:Можливе порушення авторських прав. |

| Текст вилучений зі статті через підозру в порушенні авторських прав |
| --- |
| Текст, що раніше перебував на цій сторінці, запідозрено в порушенні авторських прав на текст із таких джерел: https://vnu.edu.ua/uk/structure/bortnikov-valeriy-ivanovich Дата, коли було знайдено порушення: 4 серпня 2025. Тому, хто повісив цей шаблон: На сторінку обговорення користувача, який розмістив цю статтю, варто додати повідомлення {{subst:nothanks cv\|Бортніков Валерій Іванович\|url=https://vnu.edu.ua/uk/structure/bortnikov-valeriy-ivanovich. |
| До уваги користувача, який розмістив цю статтю Не редагуйте статтю зараз, навіть якщо ви збираєтеся її переписати. Дотримуйтесь вказівок нижче. - Якщо власник авторських прав на зазначений вище матеріал дозволяє використовувати його на умовах GNU FDL без незмінюваних секцій та Creative Commons із зазначенням автора / розповсюдження на тих самих умовах, будь ласка, сповістіть про це на сторінці обговорення цієї статті. - Якщо правовласником є ви, додайте на зазначеному вище ресурсі примітку: «Матеріали дозволено використовувати на умовах GNU FDL без незмінюваних секцій та Creative Commons із зазначенням автора / розповсюдження на тих самих умовах». - Якщо дозволу на використання цього матеріалу немає, будь ласка, зробіть одне з двох: 1. Напишіть хоча б гарний накид статті на цій підсторінці. Зверніть увагу: не треба копіювати текст, що порушує авторські права, на зазначену підсторінку й редагувати його. Якщо ви взялися за написання нової статті, не забудьте сповістити про це на сторінці обговорення. 2. Залиште все як є, і тоді статтю буде вилучено. У випадку, якщо новий текст написано не буде, цю статтю буде вилучено через тиждень після появи цього попередження (детальніше див. документацію шаблону). Вихідний текст цієї статті з можливим порушенням копірайту можна знайти в історії змін. Зверніть увагу, що розміщення у Вікіпедії матеріалів, автор яких не надав явного дозволу на їхнє використання відповідно до ліцензії GNU FDL без незмінюваних секцій та Creative Commons із зазначенням автора / розповсюдження на тих самих умовах, може бути порушенням законів про авторське право. Користувачів, які додають до Вікіпедії такі матеріали, може бути тимчасово позбавлено права редагувати статті. Попри все, ми завжди раді вашим оригінальним статтям. Дякуємо. Цю сторінку внесено до категорії Вікіпедія:Можливе порушення авторських прав. |

## Наукова діяльність
Сфера наукових інтересів —
Науковий керівник восьми успішно захищених аспірантів.

### Публікації наукові
Автор та співавтор 13 індивідуальних і колективних монографій, зокрема:
1. Волинь: 90-і роки ХХ століття. Ілюстрований літопис політ. подій / Бортніков В. І. кер. авт. колективу. Луцьк: РВВ Волин. держ. ун-ту ім. Лесі Українки, 1998. 162 с.
2. Волинь на зламі століть: історія краю (1989–2000 рр.) / Бортніков В. І. (керівник авт. колективу). Луцьк: РВВ «Вежа» Волин. держ. ун-ту ім. Лесі Українки, 2001. 694 с.
3. Бортніков В. І. Помаранчева революція на Волині. Історія. Факти. Документи. Луцьк: Волин. обл. друкарня, 2005. 224 с.
4. Бортніков В. І. Політична участь і демократія: українські реалії: монографія. Луцьк: Волин. держ. ун-т ім. Лесі Українки, 2007. 524 с.
5. Бортніков В. Політична система і громадянське суспільство: європейські і українські реалії: кол. монографія / Бебик В., Бортніков В., Кудряченко А. та ін. Київ: НІСД, 2007. С. 228–247.
6. Бортніков В. І., Пархомюк А. І. Нариси історії органів державної влади та місцевого самоврядування на Волині (1944–2009 рр.): монографія. Луцьк: Волин. нац. ун-т ім. Лесі Українки, 2009. 384 с.
7. Бортніков В. Трансформація в Польщі і в Україні: колективна монографія / за ред. А. Антошевського, А. Колодій, К. Ковальчика. Вроцлав, 2010. С. 645–649.
8. Бортніков В. Сучасна українська політика: аналіт. доповіді Ін-ту політ. і етнонац. досліджень ім. І. Ф. Кураса НАН України. Київ: ІПіЕНД ім. І. Ф. Кураса НАН України, 2009. С.120–129.
9. Бортніков В. Partnerstwo wschodnie w kontekście europejskich aspiracji Ukrainy. Dylematy międzynarodowe i systemowe / Marek Żurek (red.). Szczecin, 2011. S. 131–146.
10. Волинь в умовах демократичної трансформації (кінець ХХ – початок ХХІ століття): кол. монографія / В. І. Бортніков, Н. Н. Коцан, Н. В. Павліха та ін.; за заг. ред. В. І. Бортнікова. Луцьк: Східноєвроп. нац. ун-т ім. Лесі Українки, 2012. 656 с.
11. Бортніков В., Байрак С. Особливості становлення місцевого самоврядування в Республіці Польща: досвід демократичної трансформації. Європейська інтеграція: досвід Польщі та України: кол. монографія / за заг. ред. Н. В. Павліхи. Луцьк; Люблін: «Drukarnia Kolor Lublin», 2013. С. 13–23.
12. Бортніков В. Органи державної влади та місцевого самоврядування на Волині (кінець ХVІІІ – початок ХХ ст.): монографія. Луцьк: СНУ імені Лесі Українки, 2015. 480 с.
13. Політична наука в Україні. 1991–2016: у 2 т. Т. 1. Політична наука: західні тренди розвитку й українська специфіка / НАН України, Ін-т політ. і етнонац. Досліджень ім. І. Ф. Кураса; редкол.: чл.-кор. НАН України О. Рафальський (голова), д-р політ. наук М. Кармазіна, д-р іст. наук О. Майборода; відп. ред. і упоряд. М. Кармазіна. Київ: Парлам. вид-во, 2016. С. 546–552.

### Навчально-методичні публікації:
```
серед них:
```

1. Особа і суспільство: підруч. для 10 кл. / Р. А. Арцишевський, С. О. Бондарук, В. І. Бортніков та ін. Київ; Ірпінь: ВТФ «Перун», 1997. 332 с.
2. Людина і суспільство: підруч. для 11 кл. серед. загальноосвіт. шк. / Р. А. Арцишевський, С. О. Бондарук, С. С. Возняк та ін. Київ; Ірпінь: ВТФ «Перун», 2002. 416 с. Рос. мовою.
3. Держава і громадянське суспільство: партнерські комунікації у глобальному світі: навч.-метод. посіб. / В. Бебик, В. Бортніков, Л. Дектерьова, А. Кудряченко / за заг. ред. В. Бебика. Київ: ІКЦ «Леста», 2006. 248 с.
4. Громадянська освіта: теорія і методи навчання: посіб. для студ. вищих навч. закладів / за ред. Асламова Т., Бакка Т., Бортніков В. та ін. Київ: ЕТНА-1, 2008. 174 с.
5. Людина і суспільство: підручник для 11 кл. серед. загальноосвіт. навч. закл. / Р. А. Арцишевський, С. О. Бондарук, С. С. Возняк та ін. Вид. 3-є, перероб і доп. Київ; Ірпінь: ВТФ «Перун», 2008. 416 с.
6. Політологія. Тестові завдання для самоконтролю: навч. посіб. / [Й. Е. Надольський, В. І. Бортніков, І. А. Ковальчук та ін.]; уклад. Й. Е. Надольський. Луцьк: Волин. нац. ун-т ім. Лесі Українки, 2010. 252 с.
7. Політологія: комплексний державний іспит з дисципліни: навч.-метод. посібник / [Бортніков В. І., Ярош Я. Б., Малиновський В. Я. та ін.]; упоряд. В. М. Пахолок. Луцьк : Вежа-друк, 2013. 112 c.
8. Політологія: комплексний державний іспит з дисципліни: навч.-метод. посібник / [авт. кол.]; упоряд. В. І. Бортніков, В. М. Пахолок, С. О. Байрак. Луцьк: Вежа-друк, 2014. 2-ге вид. 140 c.
9. Основи громадянського суспільства та політичних знань: навч. посіб. / В. І. Бортніков, О. Б. Ярош, С. О. Байрак та ін.; за заг. ред. В. І. Бортнікова. Луцьк: Вежа-Друк, 2020. 456 с

## Відзнаки
Подяки Міністерства освіти і науки України, Луцького міського голови. Почесні грамоти Волинської обласної ради, Волинської обласної державної адміністрації, Волинської обласної організації Національної спілки краєзнавців України. Нагороджений Золотим нагрудним знаком СНУ імені Лесі Українки. Лауреат обласної премії імені Олександра Цинкаловського.